# Pierre Méchain
Pour les articles homonymes, voir Méchain.
Pierre François André Méchain, né à Laon le 16 août 1744 et mort à Castellón de la Plana (Espagne) le 20 septembre 1804, est un astronome français. Avec son ami Charles Messier, il est l'un de ceux qui découvrirent le plus d'objets du ciel profond avant William Herschel.

## Sa vie
Pierre Méchain est le fils de l'architecte Pierre François Méchain. Il se révèle doué en mathématiques et en physique mais doit abandonner ses études par manque d'argent. Ses talents en astronomie sont remarqués par Joseph Jérôme Lefrançois de Lalande (1732-1807) dont il devient l'ami et qui l'engage comme assistant. Il se lie également avec Charles Messier en 1774. Le 4 novembre 1777, il épouse Barbe-Thérèse Marjou, dont il a deux garçons et une fille. Il est admis à l'Académie des sciences en 1782.
Il est chargé de la Connaissance des temps en 1788 et remplit une mission géodésique entre 1792 et 1795, année où il entre au Bureau des longitudes.
Il a laissé un fils, Jérôme Isaac Méchain, astronome comme son père. À Paris (14e) une rue, et à Laon un lycée portent son nom en son honneur.

## Ses découvertes
Pierre Méchain est connu surtout pour avoir découvert une majeure partie des objets du catalogue Messier. Entre 1779 et 1782, il ne découvre pas moins de 29 objets dont il indique la position à son ami Charles Messier, qui les inclut dans son catalogue. Méchain découvre deux comètes en 1781 et détermine leur orbite grâce à ses connaissances mathématiques. En 1781 et 1799, il découvre pas moins de sept comètes.
Il effectue également, avec Jean-Baptiste Delambre, une mesure de l'arc du méridien Dunkerque-Barcelone afin de déterminer précisément le mètre, mais il refuse de communiquer ses mesures à cause d'une anomalie de 3 secondes d'arc qui l'obsède jusqu'à sa mort, au point de la cacher dans ses notes. C'est d'ailleurs pour refaire la mesure qu'il retourne en Espagne, où il meurt de la fièvre jaune, le 20 septembre 1804. C'est son collègue Delambre qui s'est aperçu en 1806 de l'erreur de calcul de Méchain (écart de mesure de 0,229 mm),.
Jean-Joseph Tranchot travaille avec Méchain et Delambre, avant de devenir, sous Napoléon Bonaparte, chef du Bureau topographique et cartographe de la Rhénanie.

## Publications
- Base du système métrique décimal, avec Jean-Baptiste Delambre (3 volumes, 1806) vol. 1 sur Gallica, vol. 2 sur Gallica, vol. 3 sur Gallica

## Honneurs
L'astéroïde (21785) Méchain porte son nom.
Depuis le 5 février 2024, l'astéroïde (21004) Thérèsemarjou est nommé en l'honneur de sa femme, Barbe-Thérèse Marjou.

### Filmographie
- Un mètre pour mesurer le monde, film documentaire d'Axel Engstfeld, ARTE, Allemagne, 2010, 55'